# Oligomyrmex aborensis
Oligomyrmex aborensis är en myrart som först beskrevs av Wheeler 1913.  Oligomyrmex aborensis ingår i släktet Oligomyrmex och familjen myror. Inga underarter finns listade i Catalogue of Life.